# Fulgence Kayishema
Fulgence Kayishema (Kivumu, 1960) és un milicià de Ruanda Hutu acusat d'haver comès crims de guerra en relació amb el seu paper al Genocidi de Ruanda de 1994. Va ser l'inspector de la policia judicial allà en el moment del Genocidi de Ruanda.
Ha estat acusat pel fiscal del Tribunal Penal Internacional per a Ruanda (ICTR) de genocidi, conspiració per cometre genocidi i extermini. L'acusació del 5 de juliol del 2001, al·lega que entre d'altres actes va ordenar la matança de tutsis a l'església de Nyange i va portar combustible a la milícia d'Interahamwe per intentar cremar l'església. Uns 2.000 civils van morir en aquest atac.
El govern dels Estats Units d'Amèrica ofereix una recompensa de fins a 5 milions de dòlars per qualsevol informació que condueixi a l'arrest de Kayishema.
El 25 de maig de 2023, Kayishema va ser arrestat a Paarl, Sud-àfrica, com a part d'una operació conjunta entre les autoritats sud-africanes i el Mecanisme Residual Internacional per als Tribunals Penals, que va absorbir el TPIR el 2015..